# Юшково (Удмуртия)
Юшково — деревня в Сарапульском районе Удмуртской Республики России.

## География
Деревня находится в юго-восточной части республики, в зоне хвойно-широколиственных лесов, в пределах Сарапульской возвышенности, на правом берегу реки Малая Сарапулка, на расстоянии примерно 2 км (по прямой) к востоку-северо-востоку от села Сигаево, административного центра района. Абсолютная высота — 74 м над уровнем моря.

### Климат
Климат характеризуется как умеренно континентальный, с продолжительной холодной многоснежной зимой и тёплым летом. Среднегодовая температура воздуха — 2,3 °С. Средняя температура воздуха самого тёплого месяца (июля) — 18,3 °C; самого холодного (января) — −13,8 °C. Вегетационный период длится 160—170 дней. Среднегодовое количество атмосферных осадков составляет 548 мм.

### Часовой пояс
Деревня Юшково, как и вся Удмуртская Республика, находится в часовой зоне МСК+1. Смещение применяемого времени относительно UTC составляет +4:00.

## Население
| 2010 | 2012 |
| ---- | ---- |
| 28   | ↘27  |

### Национальный состав
Согласно результатам переписи 2002 года, в национальной структуре населения русские составляли 98 % из 41 чел.